# 野球を扱った作品一覧
野球を扱った作品一覧（やきゅうをあつかったさくひんいちらん）は、野球を題材にした漫画・小説・映画・アニメ・ドラマ・音楽・ゲーム作品・書籍・雑誌などの一覧である。

## 漫画
「野球漫画」という漫画分野については野球漫画を参照のこと。ここでは野球を扱った漫画作品の一覧を掲載する。

### あ行
- ああ!!甲子園（福本和也、園田光慶）
- ああ、猛虎軍（押川雲太朗）
- I Love Baseball（水島新司）
- OUT PITCH（渡辺保裕）
- アウト・ロー（木内一雅、コウノコウジ）
- 仰げば尊し!（所十三）
- 青空（原秀則）
- 青空エール（河原和音）
- 赤バットのうた（つのだじろう）
- アガペイズ（山田玲司）
- あきら翔ぶ!!（とだ勝之）
- 悪たれ巨人（高橋よしひろ）
- 朝子の野球日記（水島新司）
- あした天兵（幡地英明、やまさき十三）
- あしたは甲子園（神保史郎、守谷哲巳）
- あずきマジック（田川滋）
- アストロ球団（遠崎史朗、中島徳博）
- 愛星団徒（あせんだんと）（松田一輝）
- あっかんベースボール（大平かずお）
- アニマル球場（眉月はるな）
- 亜熱帯ナイン（神崎裕也）
- アパッチ投手（石川球太）
- アパッチ野球軍（花登筐、梅本さちお）
- あばれ!隼（峰岸とおる、古沢一誠）
- あぶさん（水島新司）
- アマチュアスラッガー（緒方てい）
- アリンコ球団（吉森みき男）
- 安全第一 仙太郎（桑沢篤夫）
- U・G・メジャー（コージィ城倉）
- 怒れ!タイガース（和田順一）
- いけいけ!!スワローズ（河合じゅんじ）
- =（イコール）イッパツ（山口かつみ、谷嶋イサオ）
- いごっそう甲子園（吉田悠二郎、内山まもる）
- 1・2のアッホ!!（コンタロウ）
- いちばん（小沢としお）
- イチダースの鉄ちゃん（内山まもる）
- 一球さん（水島新司）
- 一発ギャグ転（高岡凡太郎）
- 愛しのバットマン（細野不二彦）
- ウイニングショット（三木伸一、のだしげる）
- ウイニング・ショット（まりと大樹）
- 上を向いて歩こう（むつ利之）
- うすべにの嵐（矢沢あい）
- H2（あだち充）
- エース!（高橋陽一）
- エース!!（佐藤文彦）
- エースの条件（花登筐、水島新司）
- A（エース）のワンペア（田川滋）
- エール!（山田貴敏）
- 江川と西本（森高夕次、星野泰視）
- エクスパンション・サウスポー（コージィ城倉）
- エンジェル（川原正敏）
- おいら放課後若大将（あだち充）
- おおきく振りかぶって（ひぐちアサ）
- おお草野球（長谷川法世）
- 鳳ボンバー（田中モトユキ）
- OVER TIME（天野洋一）
- おお!!補欠（さだやす圭）
- おたすけ人走る!（弓月光）
- 弟キャッチャー俺ピッチャーで!（兎中信志）
- 男どアホウ甲子園（佐々木守、水島新司）
- 男の自画像（柳沢きみお）
- おはようKジロー（水島新司）
- 俺が甲子園（日高りょう）
- おれが大将（大島やすいち）
- おれがヒーロー（竜崎遼児）
- おれたちゃドラゴンズ（くらはしかん）
- おれとカネやん（梶原一騎、古城武司）
- おれはキャプテン（コージィ城倉）
- おれは万丸（ダイナマイト鉄）
- おんな甲子園!（野妻まゆみ）
- 女たちのベースボール（野妻まゆみ）

### か行
- 怪球マン（赤塚不二夫）
- 怪物球団（雁屋哲、制野秀一）
- KAKI no TANE（武藤もりひろ）
- 隠し球ガンさん（桧垣公平、やまだ浩一）
- 風光る（七三太朗、川三番地）
- 帷子しずくはリードしたい！（須賀達郎）
- ガッタレ!塁（堂上まさ志）
- がっちゃ（鎌田洋次）
- ガッツGO!魔人軍（石ノ森章太郎）
- ガッツジュン（神保史郎、小畑しゅんじ）
- かってに志土（吉村哲也）
- かっとばせ!キヨハラくん（河合じゅんじ）
- かっとび!童児（古沢一誠、たかや健二）
- 金田正一物語 どあほう一念!!400勝（梶原一騎、菅原卓也）
- KANO 1931海の向こうの甲子園（魏徳聖、陳嘉蔚、陳小雅）
- 株式会社大山田出版仮編集部員山下たろーくん（こせきこうじ）
- 神様がくれた背番号（松浦儀実、渡辺保裕）
- 神様がくれた夏（えぬえけい）
- 神の子（村生ミオ）
- がむしゃら（あだち充、やまさき十三）
- カムバック（高橋三千綱、内山まもる）
- がらくたくん（吉田ゆたか）
- 花鈴のマウンド（星桜高校漫画研究会）
- 彼の瞳に彼女の涙（高瀬由香）
- Karen（塩崎雄二）
- かんとく（コージィ城倉）
- がんばらなくっちゃ（七三太朗、佐藤智一）
- がんばれ!!タブチくん!!（いしいひさいち）
- がんばれドリンカーズ（水島新司）
- 牙戦（滝沢解、あだち充）
- 牙のインハイ（かわさき健、内山まもる）
- 君は青空の下にいる（森本里菜）
- 逆境ナイン（島本和彦）
- キャッチ★ボール（小泉裕洋）
- キャットルーキー（丹羽啓介）
- キャプテン（ちばあきお）
- 球鬼Z（藤澤勇希）
- 球界怪物図鑑ラマダランド（中山ラマダ）
- 球道くん（水島新司）
- 球心の伝蔵（森正人）
- 巨人の星（梶原一騎、川崎のぼる）
  - 新巨人の星（梶原一騎、川崎のぼる）
- キラリが捕るッ（高橋のぼる）
- クーロンズ・ボール・パレード（鎌田幹康、福井あしび）
- 草野球の神様（ビートたけし、水島新司）
- 草野球列伝（水島新司）
- グラゼニ（森高夕次、アダチケイジ）
- クラッシュ!正宗（小林信也、たなか亜希夫）
- GRAND SLAM（河野慶）
- くりくり投手（貝塚ひろし）
- 黒い秘密兵器（福本和也、一峰大二）
- クロカン（三田紀房）
- クロスゲーム（あだち充）
- 群青にサイレン（桃栗みかん）
- くんずほぐれつ（緑川ヒロユキ）
- 群竜伝（本宮ひろ志）
- ゲキトウ（島本和彦）
- ゲタバキ甲子園（小畑しゅんじ）
- ケンカ球場（貝塚ひろし）
- 剣とバット（大東豊治）
- 県立海空高校野球部員山下たろーくん（こせきこうじ）
- 豪快豆選手（貝塚ひろし）
- 剛球少女（田中誠一、千葉きよかず）
- 豪球水滸伝（寺島優、峰岸とおる）
- 剛Q超児イッキマン（高橋かずお）
- 剛球一人（ダイナマイト鉄）
- 高校球児ザワさん（三島衛里子）
- 甲子園魂（あだち充、佐々木守）
- 甲子園の狼（竜崎遼児）
- 甲子園の詩シリーズ（貝塚ひろし、ヒロナカヤスシ）
- 甲子園の空に笑え!（川原泉）
- 甲子園の土（梶原一騎、一峰大二）
- 甲子園へ行こう!（三田紀房）
- 甲子園ボーイ（佐々木守、村岡栄一）
- 甲子園ららばい（軒上泊、岡村賢二）
- 合同ナイン（若狭たけし）
- 硬派!埼玉レグルス（滝直毅、山本コーシロー）
- 幸福野球（大棚浚）
- GO ANd GO（古谷野孝雄）
- GOGO赤ヘル軍団（杉戸光史）
- ゴーゴー!ゴジラッ!!マツイくん（河合じゅんじ）
- GOGO虎エ門（高橋春男）
- GOGO!ピンクソックス（むつ利之）
- Golden Ball 女子高生GM山岸四季の挑戦（林ふみの）
- 心おきなく正気を捨てえ！！-阪神タイガース応援団熱血青春物語！！ (山田圭子)
- 極道くん（水島新司）
- 混セでSHOWTIME（みずしな孝之）

### さ行
- 最強!都立あおい坂高校野球部（田中モトユキ）
- 最強野球部リベンジャーズ（平松真）
- 最後は?ストレート!!（寒川一之）
- 佐藤くん（川三番地）
- ササキ様に願いを（みずしな孝之）
- サッチモ（やまさき十三、北見けんいち）
- 砂漠の野球部（コージィ城倉）
- 侍ジャイアンツ（梶原一騎、井上コオ）
- サムライリーガーズ（竹山祐右）
- サラかん（高井研一郎、中原まこと）
- サンキュウ辰（さだやす圭）
- 3900行進曲（門脇英治）
  - 3900行進曲 - マンガ図書館Z（外部リンク）
- 3ちゃん選手（石井いさみ）
- J・BOY（竜崎遼児）
- 死球の罠（長谷邦夫）
- 地獄甲子園（漫☆画太郎）
- しこたま（ニシカワ醇）
- 実録!関東昭和軍（田中誠）
- 島国ロマンス万力高校（河田雄志）
- しまっていこうぜ!（吉森みき男）
  - しまっていこうぜ! - マンガ図書館Z（外部リンク）
- シャイアンツの豪快くん（真樹村正）
- ジャイアント（山田芳裕）
- ジャストミート（原秀則）
  - ジャストミート外伝 ふぁうるちっぷ（原秀則）
- じゃりガキ9（えだまつかつゆき）
- 16歳のラストスパート（【作】矢島正雄、【画】高橋千鶴）
- 少年ジャイアンツ（ちばてつや）
- ショー☆バン（森高夕次、松島幸太朗）
- 勝利の女神だって野球したい!（松本ミトヒ。）
- ショーリ!!（ちば拓）
- 白球少女（山崎毅宜）
- 新宿ギョインバット（くじらいいく子）
- 新約「巨人の星」花形（村上よしゆき、梶原一騎、川崎のぼる）
- スカウト誠四郎（三田紀房）
- 好きよ!下條くん（小幡哲弘）
- すすめ!ジェッツ（聖悠紀）
- すすめ!!パイレーツ（江口寿史）
- ストッパー（水島新司）
- ストッパー毒島（ハロルド作石）
- ストライク一平（大島やすいち）
- ストライクZONE!（影山なおゆき、協力：NPB・プロ野球12球団）
- ストライプブルー（森高夕次、松島幸太朗）
- ストラック（桑沢篤夫、末田今日也）
- STRAIGHT（松本大洋）
- 直球野郎（ストレートやろう）（一峰大二）
- 砂の栄冠（三田紀房）
- 素晴らしきバンディッツ（史村翔、峰岸とおる）
- スポーツマン金太郎（寺田ヒロオ）
- スマートボール（間ひとし、ロイヤル内田）
- スモーキーB.B.（小宮山健太、河田悠冶）
- スリーストライクス（ツジトモ）
- スルガメテオ（田中ドリル）
- 青春2-3（神保史郎、守谷哲巳）
- 生徒ドンマイ（聖日出夫）
- セーラーエース（しげの秀一）
- Sex, Baseball & Rock'nroll（高口里純）
- 瀬戸際少年野球団（小林義永）
- セニョールパ（高橋三千綱、かざま鋭二）
- 背番号0（寺田ヒロオ）
- 戦国甲子園（桐山光侍）
- 天のプラタナス（七三太朗、川三番地）
- それぞれの甲子園（荒尾和彦、ほんまりう）

### た行
- タイガー（田中誠一、桑沢アツオ）
- 大樹のマウンド（朝基まさし）
- 大器のマウンド（史村翔、岩崎健二）
- 大甲子園（水島新司）
- 大正野球娘。（伊藤伸平）
- 大地のグラウンド 熱血高校野球（あや秀夫）
- ダイヤのA（寺嶋裕二）
- ダイヤモンド（青山広美）
- ダイヤモンドがまぶしくて（小泉裕洋）
- ダイヤモンドの功罪（平井大橋）
- 太陽に打て（貝塚ひろし）
- 大リーグスーパースター物語（峰岸とおる）
- たかされ（江川卓、本宮ひろ志）
  - 実録たかされ（江川卓、本宮ひろ志）
- タッチ（あだち充）
- タッチアップ（田澤拓也、盛田賢司）
- たのしい甲子園（大和田秀樹）
- 旅の途中（本宮ひろ志）
- 多摩川ギャル日記（愛川てつや）
- 球詠（マウンテンプクイチ）
- 田宮が来る!（テリー山本）
- ダントツ（水島新司）
- チェンジ（小山ゆう）
- チェンジUP!!（今泉伸二）
- ちかいのA（荘司としお）
- ちかいの魔球（福本和也、ちばてつや）
- 父の魂（貝塚ひろし）
- 宙球戦士アブソルト（もとはしまさひで）
- 超人コンプレックス（内崎まさとし）
- 超人打者（高原弘吉、古城武司）
- 津軽青春山河（司敬）
- つっぱしり元太郎（吉森みき男）
- つむじ風（鎌田洋次）
- D×H（竹林月）
- 鉄腕ガール（髙橋ツトム）
- てなもんや剛速球（末田雄一郎、内山まもる）
- デュアルマウンド（水森崇史）
- 天国にいちばん近いフィールド（七瀬あゆむ）
- 天使とダイヤモンド（那州雪絵）
- 東京野球小僧（枝松克幸）
- トウショウライオン（荒木ひとし）
  - トウショウライオン - マンガ図書館Z（外部リンク）
- ドカベン（水島新司）
  - ドカベン スーパースターズ編（水島新司）
  - ドカベン ドリームトーナメント編（水島新司）
  - ドカベン プロ野球編（水島新司）
- ドキドキプリティリーグ（中野友貴）
  - ドキドキプリティリーグ Lovely Star（中野友貴）
- どぐされ球団（竜崎遼児）
- どっこいライナーズ（吉森みき男）
- ドドイチ（一の瀬遊）
- とびだせ！東京スパローズ（椎名見早子）
  - とびだせ！東京スパローズ - マンガ図書館Z（外部リンク）
- どぶてけし（伊藤実）
- トマトスカッシュ（松田一輝）
- ドラフトキング（クロマツテツロウ）
- ドラベース ドラえもん超野球外伝（むぎわらしんたろう）
  - 新ドラベース（むぎわらしんたろう）
- 虎漫（複数の作家による阪神ファンのためのアンソロジー）
- Dreams（七三太朗、川三番地）
- ドリームスタジアム（尾崎将也、沼よしのぶ）
- どろんこエース（一峰大二）
- 泥んこ球場（福本和也、江波譲二）
- どんがら先生（内山まもる）
- ドン・ボルカン -聖なる男の伝説-（次原隆二）

### な行
- ナイン（あだち充）
- ナガシマくん（わちさんぺい）
- 泣き虫甲子園（やまさき十三、あだち充）
- 泣くな!イノマティー（中山ラマダ）
- 泣くもんかガッツでGO（七条門、江原伸）
- 泣くようぐいす（木多康昭）
- 投げろ健一（辻なおき）
- ナツカツ 職業・高校野球監督（市田実、テリー山本）
- 夏の球児たち（みやたけし）
- ナツの甲子園（榎本ちづる）
- なんと孫六（さだやす圭）
- 二軍の3ちゃん（あだち勉）
- 虹を呼ぶ男（水島新司）
- 2年2組のスタジアムガール（須賀達郎）
- ぬーやん（コージィ城倉）
- 猫ピッチャー（そにしけんじ）
- 熱球の虎（高田まさお）
- 熱闘コンドルズ (大島やすいち)
- ノーダンフルベース（くぼたまさみ）

### は行
- ハートのA（才賀明、あだち充）
- ハイサイ!甲子園 〜島人が燃えた1958年〜（市田実、高田靖彦）
- ハイブリッドベリー（小村あゆみ）
- 歯ぎしり球団（吉田戦車）
- はじめての甲子園（火村正紀）
- 長谷部さんのいる野球部（上野祥吾）
- 8月アウトロー（宮田大輔）
- バツ&テリー（大島やすいち）
- 白球水滸伝 ほえろ竜（史村翔、蛭田充）
- 白球の詩（水島新司）
- ばっくれ一平!（竜崎遼児）
- 初恋甲子園（あだち充、やまさき十三）
- バッテリー（かわぐちかいじ）
- BAT DAYS（徳光康之）
- BADBROS（藤井良樹、佐藤周一郎）
- ハッピィ・ベースボール (門脇英治)
- バディストライク（KAITO）
- バトルスタディーズ（なきぼくろ）
- 花男（松本大洋）
- 華の暁女学院野球部（笠間留美）
- 花はにおえど（どおくまんプロ）
- 遥かなる甲子園（山本おさむ）
- はるかなる甲子園 駆けろ!大空（かとうひろし）
- パロ野球ニュース（はた山ハッチ）
- 番外甲子園（内山まもる、やまさき十三）
- バンクーバー朝日軍（原秀則、テッド・Y・フルモト）
- ビーンボール（市田実、波多野秀行）
- 光の小次郎（水島新司）
- ひつじヶ丘高校野球部の奇跡（あや秀夫）
- ヒット・エンド・ラン（あや秀夫）
- ひと夏の少女（木下健二）
- 火の玉ボーズ（山本輝彦）
- ひゃくはち（早見和真、山本隆之）
- ヒューマン・リーグ（野沢尚、斉藤むねお）
- 広島カープ誕生物語（中沢啓治）
- PINKトルネード (海月未来)
- FIRE BALL!（龍幸伸）
- FAR AWAY!（森元さとる）
- V球ナイン（ダイナマイト鉄）
- フェアプレイス（矢也晶久）
- フォーエバー神児くん（枝松克幸）
- フォーシーム（さだやす圭）
- 藤川球児物語（甘詰留太）
- 二人のアキラ（門脇英治）
- ぶっちぎり（中原裕）
- ぶっとび!潤二郎（真船一雄）
- BLACK OUT（キサラギリュウ、朝基まさし）
- 錻力のアーチスト（細川雅巳）
- フリフリ!イチローくん（河合じゅんじ）
- プリンセス待夢（高瀬由香）
- プリンセスナイン 如月女子高野球部（伊達憲星、たかみね駆）
- ブル田さん（高橋三千綱、きくち正太）
- フルベース（川上健一、はやさかゆう）
- プレイボール（ちばあきお）
  - プレイボール2（ちばあきお、コージィ城倉）
- フロウ・ブルーで待ってる（江田糸図）
- BUNGO -ブンゴ-（二宮裕次）
- ブンの青シュン!（みやたけし）
- ぶんぶん（滝直毅、峰岸とおる）
- 平成野球草子（水島新司）
- Baby（おおつぼマキ）
- BaseBoys（にわのまこと）
- ベースボール 伝説の男達（真船一雄）
- ベスポジ!（瀬名真紗也）
- ペナントレース やまだたいちの奇蹟（こせきこうじ）
- HEAVY METAL甲子園（みやすのんき）
- ベロベロベースボール（河合じゅんじ）
- 忘却バッテリー（みかわ絵子）
- 房総エクスプレス（すずき瞬）
- 吠えろ青春（水島新司、水島プロ）
- ほえろ!闘志（井上コオ）
- BOY MEETS GIRL 〜マウンドの少女〜（塀内夏子）
- ホームランチーム（田中正）
- ボールパークでつかまえて!（須賀達郎）
- ボールパークへようこそ（高田靖彦）
- ボール・ミーツ・ガール（綱本将也、たまきちひろ）
- ぼくたちのプレイボール（みのもけんじ）
- ぼくの西鉄ライオンズ（長谷川法世）
- ボクらの甲子園（おおつぼマキ）
- ぼくを野球に連れてって!（こせきこうじ）
- ぼっちなエースをリードしたい（水森崇史）
- 炎の巨人（竜崎遼児、三枝四郎）
- ボブと愉快な仲間たち（パンチョ近藤）
- 本日球診（五十嵐幸吉）
- ボンジュール・ベースボール（中山星香）
- ポンチョ（立沢克美）

### ま行
- マウンドの狼（神保史郎、高橋わたる）
- マウンドの太陽（水森崇史）
- 魔球エース（辻真先、荘司としお）
- 魔球の王者（高原弘吉、荘司としお）
- 幕張（木多康昭）
- マツイ日記は知っている!（荒木ひとし）
- マックミラン高校女子硬式野球部（須賀達郎）
  - マックミランの女子野球部（須賀達郎）
- Mrストレート（やまだ浩一）
- Mr.FULLSWING（鈴木信也）
- ミスターマドンナ（とりいかずよし）
- 溝呂木の魔球（羽生生純）
- MIX（あだち充）
- みつゆびパラダイス（川三番地）
- 緑山高校（桑沢篤夫）
- ミラクルジャイアンツ童夢くん（石ノ森章太郎）
- ミラクルボール（ながとしやすなり）
- 無敵のビーナス（池田恵）
  - 無敵のビーナス 第二部（池田恵）
- めいしょう（大和ケイスケ）
- メイプル戦記（川原泉）
- 名門!第三野球部（むつ利之）
  - 復活!!第三野球部（むつ利之）
- MAJOR（満田拓也）
  - MAJOR 2nd（満田拓也）
- めちゃんこ甲子園（進藤博子）
- Merry Wind（山本純二）
- 猛虎復活〜愛しの阪神タイガース（新田たつお）
- 燃えろ男なら（川田漫一）
- 燃えろ!キヨシ（西崎正）
- 燃えろ!クロパン（内山まもる）
- 燃えろ剛介（水島新司）
- 燃えろ魔球!!（福本和也、大倉元則）
- もし高校野球の女子マネージャーがドラッカーの『マネジメント』を読んだら（岩崎夏海、椿あす）
- モリモリッ!ばんちょー!!キヨハラくん（河合じゅんじ）

### や行
- 野球狂の詩（水島新司）
  - 野球狂の詩 平成編（水島新司）
  - 新・野球狂の詩（水島新司）
- 野球少年（北見けんいち）
- 野球しようぜ!（いわさわ正泰）
- 野球しようよ!
- 野球星（遠崎史朗、和田順一）
- 野球大将ゲンちゃん（水島新司）
- 野球魂（佐々木守、かざま鋭二）
- 野球で戦争する異世界で超高校級エースが弱小国家を救うようです。（海空りく、西田拓矢）
- 野球どアホウ伝（水島新司）
- やったろうじゃん!!（原秀則）
- 野望球場（沼礼一、峰岸とおる）
- 野望球団（牛次郎、影丸譲也）
- YOUKIの直球（野部利雄）
- 夢の球譜（川原正敏、きむらみつお）
- 4軍くん（仮）（森高夕次、末広光）
- 四丁目大リーグ（倉田よしみ）
- 4番サード（青山剛昌）
- よろしく春一番（中島徳博）
- 4P田中くん（七三太朗、川三番地）

### ら行
- 雷光だ!!（さだやす圭）
- 雷神〜RISING〜（真船一雄）
- ライナーくん（田中正雄）
- ライパチくん（吉森みき男）
- ラストイニング（神尾龍、中原裕）
- LUCKY STRIKE（乾良彦）
- ラフ・ダイヤモンド（佐久間智代）
- 理尽の不思議な野球（四角丸、かわぐちかいじ）
- リトル巨人くん（内山まもる）
- 打撃王 凛（佐野隆）
- リトルの団ちゃん（梅本さちお）
- リトル・ブル（Cボ、佐藤駿光）
- ROOKIES（森田まさのり）
- ルーキー野球団・東北楽天ゴールデンイーグルス物語
- REGGIE（GUY JEANS、ヒラマツ・ミノル）
- レッツゴー勇（小池栄治）
- ロボット長島（久米みのる、貝塚ひろし）

### わ行
- W大野球部物語（一和田純、高橋三千綱）
- WILD PITCH!!!（中原裕）
- わいるど☆ぴっち（まりお金田）
- WILD BASE BALLERS（作画：関口太郎、原作：藤沢とおる）
- ワイルドリーガー（渡辺保裕）
- ワインドアップ!!（小泉裕洋）
- 鷲と鷹（内山まもる）
- わたるがぴゅん!（なかいま強）
- 笑ってよ!!タネダくん（河合じゅんじ）
- ワルG（片山誠）
- われら球鬼（和田順一、吉岡道夫）
- 我ら九人の甲子園（高橋三千綱、かざま鋭二）
- 湾<ONE>（竜崎遼児）
- ONE OUTS（甲斐谷忍）
- 1・2作戦（貝塚ひろし）

## 小説

### 日本の作品
- あるキング（伊坂幸太郎）
- いつか白球は海へ（堂場瞬一）
- イレギュラー（三羽省吾）
- 受け月（伊集院静）
- エンジェルボール（飛騨俊吾）
- 大下弘 虹の生涯（辺見じゅん）
- オブ・ザ・ベースボール(円城塔)
- おもひで屋（上杉那郎）
- 神様がくれた背番号（松浦儀実）
- 神様のいない日本シリーズ（田中慎弥）
- カムバック（高橋三千綱）
- 監獄ベースボール 知られざる北の野球史（成田智志）
- 監督（海老沢泰久）
- 監督と野郎ども（川上健一）
- 来たれ、野球部（鹿島田真希）
- 捕手（キャッチャー）はまだか（赤瀬川隼）
- 球心蔵（阿久悠）
- 草野球の神様（ビートたけし）
- グラウンドの空(あさのあつこ)
- グラウンドの詩(あさのあつこ)
- 空白の殺意（高校野球殺人事件 改題）（中町信）
- グリーンズ（梅田恒）
- クロス・ファイヤー（柴田よしき）
- 決戦・日本シリーズ（かんべむさし）
- 県立コガネムシ高校野球部（永田俊也）
- コンビネーション（谷山由紀）
- 最後の一球（島田荘司）
- サウスポー・キラー（水原秀策）
- さすらいの甲子園（高橋三千綱）
- さすらいのビヤ樽球団（赤瀬川隼）
- 殺意の一球（島崎信房）
- 10番打者（佐野洋）
- 湘南レッドシューズ（喜多嶋隆）
- 勝利投手（梅田香子）
- 新本格猛虎会の冒険（逢坂剛、北村薫、小森健太郎、エドワード・D・ホック、白峰良介、いしいひさいち、黒崎緑、有栖川有栖、佳多山大地）
- 瀬戸内少年野球団（阿久悠）
  - 続・瀬戸内少年野球団
- スタジアム虹の事件簿（青井夏海）
- スカウト・デイズ（本城雅人）
- スコアブック（伊集院静）
- ステージ・オブ・ザ・グラウンド（蒼山サグ）
- スポーツマン一刀斎（五味康祐）
- 1985年の奇跡（五十嵐貴久）
- 戦国の長嶋巨人軍（志茂田景樹）
- 卒業ホームラン（重松清）
- 大延長（堂場瞬一）
- 大正野球娘。（神楽坂淳）
- ダイヤモンド（建井柊二）
- ダブル・スチール（藤田宜永）
- 球は転々宇宙間（赤瀬川隼）
- 出口のない海－人間魚雷回天特攻作戦の悲劇（横山秀夫）
- 天使のベースボール（野村美月）
- 投手殺人事件（坂口安吾）
- 突撃する女（井上ひさし）
- 都立水商（室積光）
- ナイン 9つの奇跡（川上健一）
- 夏の祈りは（須賀しのぶ）
- 逃げるシンカー 中途採用捜査官（佐々木敏）
- 鈍い球音（天藤真）
- 熱球（重松清）
- ノーバディノウズ（本城雅人）
- パーフェクトブルー（宮部みゆき）
- 白色の残像（坂本光一）
- 走れ!タカハシ（村上龍）
- 八月の濡れたボール(軒上泊)
- 8年（堂場瞬一）
- バッテリー（あさのあつこ）
- パパ、野球場に連れてってよ（川上健一）
- 遙かなる甲子園（戸部良也）
- 晩夏のプレイボール（あさのあつこ）
- 秘密兵器
- ひゃくはち（早見和真）
- フルスウィング（須藤靖貴）
- 二死満塁（砂田弘）
- 塀の中のプレイ・ボール（安部譲二）
- 偏差値70の野球部（松尾清貴）
- 僕たちのプレイボール（鬼塚忠）
- 僕らの青春 下町高校野球部（半村良）
- ねじれた白球（佐野正幸）
- BOSS（堂場瞬一）
- 魔球（東野圭吾）
- 松本五十勝計画 さよならセットアッパー（二尋司）
- ミス・ジャッジ（堂場瞬一）
- もし高校野球の女子マネージャーがドラッカーの『マネジメント』を読んだら（岩崎夏海）
- 野球の国のアリス（北村薫）
- 野球殺人事件（田島莉茉子）
- 夜光虫（馳星周）
- 山吹の一枝（正岡子規・新海非風）：日本初の野球小説。
- 優雅で感傷的な日本野球（高橋源一郎）
- ラスト・ダンス（堂場瞬一）
- ラスト・マジック（村上哲哉）
- ららのいた夏（川上健一）
- ルーズヴェルト・ゲーム（池井戸潤）
- 若草野球部狂想曲（一色銀河）
- 四万人の目撃者（有馬頼義）

### 日本以外の作品
- 赤毛のサウスポー（ポール・R・ロスワイラー）
- 赤毛のサウスポーPART2 2年目のジンクス（ポール・R・ロスワイラー）
- アリバイ・アイク（リング・ラードナー）
- アンダーワールド(ドン・デリーロ)
- メジャー・リーグのうぬぼれルーキー（リング・ラードナー）
- 彼女はスーパー・ルーキー（バーバラ グレゴリッチ）
- ナチュラル（バーナード・マラマッド）
- 五時の稲妻（ウィリアム・L・デアンドリア）
- 最後の一球（マイクル・シャーラ）
- 殺人豪速球（デイヴィッド・フェレル）
- 殺戮投法（トム・シーヴァー、ハーブ・レズニコウ）
- ザ・ファン（ピーター・エイブラハムズ）
- 四月の野球（ギャリー・ソト）
- 失投（ロバート・B・パーカー）
- シューレス・ジョー（W. P. キンセラ）
- 12人の指名打者 野球小説傑作選（アンソロジー）
- 十二番目の天使（オグ・マンディーノ）
- ストライク・スリーで殺される（リチャード・ローゼン）
- ストライク・ゾーン（ジム・バウトン、エリオット・アジノフ）
- スーパールーキー（ポール・R・ロスワイラー）
- 素晴らしいアメリカ野球(フィリップ・ロス)
- ダブルプレー（ロバート・B・パーカー）
- 遠くから来た大リーガー シド・フィンチの奇妙な事件（ジョージ・プリンプトン）
- ドジャース、ブルックリンに還る（デイヴィッド・リッツ）
- トム・ゴードンに恋した少女（スティーヴン・キング）
- 泥棒は野球カードを集める（ローレンス・ブロック）
- 二遊間の恋（ピーター・レフコート）
- 熱狂球場（ポール・R・ロスワイラー）
- ビンボーズの誇り（ジョン・セイルズ）
- ユニヴァーサル野球協会（ロバート・クーヴァー）
- 来年があるさ（ドリス・カーンズ・グッドウィン）

## 映画

### 日本の作品
- 青空エール（2016年）
- あなた買います（1956年）
- 一刀斎は背番号6（1959年）
- 歌う野球小僧（1951年）
- 英霊たちの応援歌 最後の早慶戦（1974年）
- エノケンのホームラン王（1948年）
- 男ありて（1955年）
- 学生街の花形（1932年）
- 川上哲治物語 背番号16（1957年）
- がんばれ!!タブチくん!!（1979年）
- がんばれ!!タブチくん!!第2弾 激闘ペナントレース（1980年）
- がんばれ!!タブチくん!!初笑い第3弾 あゝツッパリ人生（1980年）
- 木更津キャッツアイ 日本シリーズ（2003年）
- 木更津キャッツアイ ワールドシリーズ（2006年）
- 岸和田少年愚連隊 野球団 岸和田少年野球団（2000年）
- 逆境ナイン（2005年）
- キャプテン（2007年）
- 黒の死球（1963年）
- サード（1978年）
- サマータイムマシン・ブルース（2005年）
- 3-4×10月（1990年）
- 地獄甲子園 BATTLE FIELD STADIUM（2003年）
- 筋モンリーグ 野球篇（2006年）
- スパルタ教育 くたばれ親父（1970年）
- 瀬戸内少年野球団（1984年）
- ダイナマイトどんどん（1978年）
- タッチ（2005年）
- 出口のない海（2006年）
- 鉄腕投手 稲尾物語（1959年）
- 東京の孤独（1959年）
- 東京よいとこ（1957年）
- ドカベン（1977年）
- ドラフト（1991年）
- ドリームスタジアム Dream Stadium（1997年）
- 人間の翼 最後のキャッチボール（1996年）
- 走れ!イチロー（2001年）
- バッテリー（2007年）
- ヒーローインタビュー（1994年）
- ピーナッツ（2006年）
- 秀子の応援団長（1940年）
- 不滅の熱球（1955年）
- プロ野球を10倍楽しく見る方法（1983年）
- ベースボールキッズ（2003年）
- ホームランブギ
- ミスタージャイアンツ 勝利の旗（1964年）
- ミスター・ルーキー（2002年）
- もし高校野球の女子マネージャーがドラッカーの『マネジメント』を読んだら（2011年）
- 野球狂の詩（1977年）
- ラストゲーム 最後の早慶戦（2008年）
- ROOKIES－卒業－（2009年）

### 日本以外の作品
- 栄光のスタジアム〜大リーグへの道（1996年）
- エンジェルス（1994年）
- エイトメン・アウト（1988年）
- オールド・ルーキー（2002年）
- 墜ちた打撃王 ピート・ローズ（原題：Hustle）
- KANO 1931海の向こうの甲子園 (2014年)
- がんばれ!ベアーズ（1976年）
- がんばれ!ルーキー（1993年）
- 恐怖の外人球団（1986年）
- くたばれ!ヤンキース（1958年）
- KOKOYAKYU HIGH SCHOOL BASEBALL（2006年）
- サイン(2002年)
- ザ・ファン（1996年）
- さよならゲーム（1988年）
- サマーリーグ（2001年）
- 人生の特等席（2012年）
- スーパースター☆カム・サヨン（2004年）
- スーパードッグ エア・バディ/ベースボールで一発逆転!（2002年）
- タイ・カップ（1995年）
- 打撃王（1942年）
- ナチュラル（1984年）
- 2番目のキス（2005年）
- 春の珍事（1949年）
- 陽だまりのグラウンド（2001年）
- フィールド・オブ・ドリームス（1989年）
- 42 〜世界を変えた男〜 (2013年)
- プリティ・リーグ（1992年）
- マネーボール（2011年）
- ミスターGO! (2013年)
- Mr.3000（2004年）
- ミスター・ベースボール（1992年）
- メジャーリーグ（1989年）
- メジャーリーグ2（1994年）
- メジャーリーグ3（1998年）
- メジャーリーグへの道〜片腕のヒーロ〜（1986年）
- モンキー・リーグ/史上最強のルーキー登場（1999年）
- 夢を生きた男/ザ・ベーブ（1992年）
- ライフ・イズ・ベースボール（2007年）
- ラブ・オブ・ザ・ゲーム（1999年）
- リトル・ビッグ・フィールド（1994年）

## アニメ映画
- 巨人の星（1969年、1982年）
- 巨人の星 行け行け飛雄馬（1969年）
- 巨人の星 大リーグボール（1970年）
- 巨人の星 宿命の対決（1970年）
- 新巨人の星（1977年、1978年）
- ドカベン（1977年）
- ドカベン 甲子園への道（1977年）
- タッチ 背番号のないエース（1986年）
- タッチ2 さよならの贈り物（1986年）
- タッチ3 君が通り過ぎたあとに（1987年）

## テレビアニメ
- アパッチ野球軍
- 一球さん
- 一発貫太くん
- H2
- おおきく振りかぶって
- 男どアホウ甲子園
- がんばれ! ぼくらのヒット・エンド・ラン
- キャプテン
- 巨人の星
  - 新・巨人の星
  - 新・巨人の星II
- グラゼニ
- クロスゲーム
- 剛Q超児イッキマン
- 侍ジャイアンツ
- 大正野球娘。
- ダイヤのA
  - ダイヤのA act II
- タッチ
- 球詠
- 二死満塁
- ドカベン
- ナイン
- 八月のシンデレラナイン
- バッテリー
- 陽あたり良好!
- プリンセスナイン 如月女子高野球部
- プレイボール
- 忘却バッテリー
- ミラクルジャイアンツ童夢くん
- 名門!第三野球部
- MIX
- メジャー
  - メジャーセカンド
- もし高校野球の女子マネージャーがドラッカーの『マネジメント』を読んだら
- 野球狂の詩
- ONE OUTS

## テレビドラマ
- あっこと僕らが生きた夏
- アストロ球団
- いのちある限り 燃えろ!熱球
- いのち果てるまで 涙のホームラン
- 栄光の背番号3 長島茂雄の一番長い日
- H2〜君といた日々
- 王貞治物語 我が青春の甲子園
- おれたち夏希と甲子園
- ガッツジュン
- がんばれ!レッドビッキーズ
- 草野球・草家族
- 激殺 女蠍野球団 〜愛しの甲子園〜
- 下剋上球児
- コーチ
- 最後のストライク 〜炎のストッパー津田恒美・愛と死を見つめた直球人生〜
- さすらいの甲子園
- サンデー兆治の妻 愛のカムバック!涙の向うに明日がある
- ストーブリーグ - 2020年に放送された韓国ドラマ
- それゆけ!レッドビッキーズ
- だから青春 泣き虫甲子園
- ドリーム☆アゲイン
- ナイン
- 泣くなセン!燃える男 〜星野仙一物語
- 泣けたぜ!おやじ・明大島岡監督物語
- バッテリー
- 陽あたり良好!
- フルスイング
- ぼくら野球探偵団
- 星野仙一物語 〜亡き妻へ贈る言葉
- 燃えよ少年ドラゴンズ!
- 野球狂の詩
- 焼け跡のホームランボール
- 弱くても勝てます
- ROOKIES

## ラジオドラマ
- チェリーベル・ラブラブ・キャンディーズ
- バッテリー

## 演劇
- おとこたちのそこそこのこととここのこと（鈴江俊郎）
- 春の鯨（森馨由）

## 音楽
- 青いハンカチ〜君がくれた夏の日に〜（ワンダーボーイ）
- いざゆけ若鷹軍団（福岡ソフトバンクホークス応援歌）
- いつか逆転（爆風スランプ）
- 一秒の光（川嶋あい）
- 今ありて（選抜高校野球大会歌[三代目]）
- WE LOVE MARINES（千葉ロッテマリーンズ応援歌）
- 栄冠は君に輝く（夏の高校野球大会歌）
- NとLの野球帽（CHAGE&ASKA）
- OLD BASEBALL MAN（TUBE）
- 輝く瞳（山本譲二）
- 金網ごしのBlue Sky（大塚純子）
- がんばれ長嶋ジャイアンツ（湯原昌幸）
- 起死回生のHOME RUN!（3B LAB.☆）
- 君の中の少年（NO PLAN）
- 君よ八月に熱くなれ（朝日放送・高校野球）
- 巨人軍の歌（闘魂こめて）（読売ジャイアンツ球団歌）
- 草野球（馬場俊英）
- 元気の星（真木ひでと）
- 恋のナックルボール（大滝詠一）
- 甲子園（福山雅治）
- 甲子園の詩〜ぼくはヒーローになれなかったよ〜（水前寺清子）
- 高校野球（壷井むつ美）
- 51（さだまさし）
- 最後の一球（LOST IN TIME）
- サウスポー（ピンク・レディー）
- Sunny Day Sunday（センチメンタル・バス）
- さよならの贈りもの（ブレッド&バター）
- 地団駄（河島英五）
- 昭和名勝負〜炎の村山実篇〜（石川さゆり）
- 白いボールのファンタジー（パシフィック・リーグの愛唱歌）
- シューティングスター(BayStars Style)（F.U.T.O. feat.横山剣）（横浜ベイスターズ応援歌）
- 勝利の空へ（藤井フミヤ）（福岡ソフトバンクホークス公式セレモニーソング）
- SKY（MEGA STOPPER）（オリックス・バファローズ応援歌）
- スラッガー（MEGARYU）
- 青春（岩崎良美）
- 背番号1（コブクロ）
- 背番号のないエース（ラフ&レディ）
- そのままでいいわ〜フィールドの砂〜（持田真樹）
- それ行けカープ 〜若き鯉たち〜（広島東洋カープ応援歌）
- ダイアモンドが呼んでいる［The Diamond Is Calling］（忌野清志郎）
- 地平を駈ける獅子を見た（松崎しげる）（埼玉西武ライオンズ球団歌）
- 出会い-野球選手編-（はなわ）
- Take Me Out to the Ball Game（アメリカの野球ファンの愛唱歌）
- Dear…（TSUNAMI）
- デーゲーム（坂上二郎とユニコーン）
- 東京野球（In the Soup）
- とびだせヤクルトスワローズ（東京ヤクルトスワローズ球団歌・応援歌）
- Dream of EAGLES 夢をかなえて（サトル&アッキー）（東北楽天ゴールデンイーグルス公認応援歌）
- Dream Park〜野球場へゆこう〜（鈴木雄大&Dream Park Kids Project）（日本野球機構オフィシャルソング）
- Nothing Around（成せば成る）（とんねるず）
- 南海ファンやもん（アンタッチャブル）
- 二軍選手（さだまさし）
- ノーヒット・ノーラン（BUMP OF CHICKEN）
- ノーミュージックノーベースボール（ガガガSP）
- Halation（秦基博）
- 阪神タイガースの歌（六甲颪）（阪神タイガース球団歌）
- 陽は舞いおどる甲子園（選抜高校野球大会歌[二代目]）
- ピンチヒッターの憂鬱（Under The Counter）
- ファイターズ讃歌（北海道日本ハムファイターズ球団歌・公式応援歌）
- ファインプレーを君と一緒に 〜GO!GO!ジャイアンツ〜（五木ひろしwithチームジャビッツ21）（読売ジャイアンツ応援歌）
- ベアーズ（ポルノグラフィティ）
- BASEBALL KID'S ROCK（浜田省吾）
- ベースボールは終わらない（フジファブリック）
- Boys and Girls（You Can Do It!!）（辛島美登里）
- ボーイズ・オン・ザ・ラン（馬場俊英）
- 星空の鎮魂歌〜津田恒美投手に捧げる〜（山本譲二）
- ポップコーン（キリンジ）
- ホームラン（くるり）
- サヨナラホームラン (スガシカオ)
- ホームラン（THE BLUE HEARTS）
- ホームラン・キング（ナガハタ ゼンジ）
- ホームラン・ブギ（笠置シヅ子）
- ホームラン・ブギ2003（吉田拓郎）
- ホームラン・ラン・ラン（渡辺美里）
- まぶしい草野球（松任谷由実）
- Mr.アンダースロー（明石家さんま）
- Midnight Baseball Blues〜屋富祖エレジー（やっと、もあいが取れたのに）〜（BEGIN）
- みんないっしょに（竹田えり）
- 無限の風（奥田民生）（日本野球代表公式応援歌）
- 六つの星（細川たかし）（セントラル・リーグ連盟歌）
- 燃えよドラゴンズ!（中日ドラゴンズ応援歌）
- 野球（ベースボール）（岩崎良美）
- 野球小僧（灰田勝彦）
- 野球少年の詩（ガガガSP）
- 野球で言うと（奥田民生）
- 野球の夏（大江千里）
- 横浜Boy Style（CoCo）（横浜ベイスターズイメージソング）
- RISE（大友康平）
- Rookie（FLOW）
- わしを市民球場に連れてって。（CHEMISTRY）
- World Baseball Classic（DOBERMAN INC）
- わんぱく野球バカ（遊助）

## ゲーム
- 高校野球道Girl's
- DOKIDOKI Card League
- DOKIDOKIぷりてぃリーグ
- ドキドキプリティリーグ 熱血乙女青春記
- ドキドキプリティリーグ フィールド・オブ・フェアリーズ
- ドキドキプリティリーグ Lovely Star
- ドラッキーの草やきう（スーパーファミコン）

## 書籍
- 愛すべき助っ人たち（マーティ・キーナート）
- 悪漢たちのプロ野球-超個性派ヒーローの系譜（二宮清純）
- 明日への送りバント（川相昌弘）
- あの頃こんな球場があった 昭和プロ野球秘史（佐野正幸）
- あの日、野球の神様は'背番号3'を選んだ〜天覧試合昭和34年6月25日〜（松下茂典）
- 暴れん坊列伝-プロ野球乱闘史（文藝春秋）
- アンダースロー論（渡辺俊介）
- イチローの流儀（小西慶三）
- 裏方－物言わぬ主役たち プロ野球職人伝説（木村公一）
- 江川流マウンドの心理学-野球の面白さ100倍!駆け引きバイブル（江川卓）
- ONにも青春時代があった-王貞治と長島茂雄（三浦巳一郎）
- 海峡を越えたホームラン (関川夏央)
- 覚悟のすすめ（金本知憲）
- 考える野球（遠藤友彦）
- 頑固力-ブレないリーダー哲学（岡田彰布）
- ガンちゃんの人に話したくなるプロ野球の面白ネタ本（岩本勉）
- 菊とバット（ロバート・ホワイティング）
- 逆風を切って走れ-小さな僕にできること（赤星憲広）
- 巨人軍に葬られた男たち（織田淳太郎）
- 草野球をとことん楽しむ（降籏学）
- 桑田真澄ピッチャーズバイブル（石田雄太）
- 豪球列伝（スポーツグラフィックナンバー）
- 豪打列伝（スポーツグラフィックナンバー）
- 高校野球が危ない!（小林信也）
- 甲子園 100の言葉（吉本誠）
- 54「もう、投げなくていい」からの出発（黒木知宏）
- 最強打撃力-バットマンは数字で人格が決まる（張本勲）
- 最強のプロ野球論（二宮清純）
- 最弱ナイン 不登校球児の青春（柳川悠二）
- サクラと星条旗（ロバート・ホワイティング）
- 勝者も敗者もなく 2004年日本プロ野球選手会の103日（日本プロ野球選手会/松原徹/山崎祥之）
- 昭和の魔術師 宿敵三原脩・水原茂の知謀と謀略（田村大五）
- 真実の一球 怪物・江川卓はなぜ史上最高と呼ばれるのか（松井優史）
- 深層「空白の一日」（坂井保之）
- スカウト（後藤正治）
- 助っ人列伝-プロ野球意外史（文藝春秋）
- スト決行-プロ野球が消えた2日間（朝日新聞スポーツ部）
- 頭脳のスタジアム 一球一球に意思が宿る（吉井妙子）
- スローカーブをもう一球（山際淳司）
- 背番号三桁 僕達も胴上げに参加していいんですか?（中田潤ほか）
- 1988年10・19の真実 平成のパリーグを変えた日（佐野正幸）
- 早実vs.駒大苫小牧（中村計、木村修一）
- ダメ監督列伝-お笑いプロ野球殿堂（テリー伊藤）
- ドアラのひみつ かくさしゃかいにまけないよ（ドアラ）
- ドジャースの戦法（アル・キャンパニス）
- 南海ホークスがあったころ―野球ファンとパ・リーグの文化史（永井良和・橋爪紳也）
- 二軍監督 Checkered baseball life of Hidei Koga（国安輪）
- 日本野球25人 私のベストゲーム（スポーツグラフィックナンバー）
- 熱闘!プロ野球30番勝負
- 野村監督に教わったこと-僕が38歳で二冠王になれた秘密-（山崎武司）
- 野村ノート（野村克也）
- 長谷川滋利のメジャーリーグがますます楽しくなる観戦術（長谷川滋利）
- 阪神サムライ物語（近藤唯之）
- 阪神タイガースの正体（井上章一）
- ひでさん 松井秀喜ができたわけ（赤木ひろ子）
- 不屈のプレイボール 元プロ野球選手16人、球場去りし後の「負けない人生」（森哲志）
- 藤川球児 ストレートという名の魔球（松下雄一郎）
- ふたりのプロフェッショナル（海老沢泰久）
- フルタの方程式（古田敦也）
- プロ野球買います!-ボクが500億円稼げたワケ（堀江貴文）
- プロ野球審判だからわかること 今だから話せるあの監督・選手この試合（田中俊幸）
- プロ野球スキャンダル事件史 疾風怒涛篇（別冊宝島編集部/編）
- プロ野球すべらない話（別冊宝島編集部/編）
- プロ野球選手の甲子園伝説（別冊宝島編集部/編）
- プロ野球「ダーティ・ヒーロー」列伝（別冊宝島編集部/編）
- プロ野球大辞典（玉木正之）
- プロ野球でモノになる奴の法則（小関順二）
- プロ野球2.0-立命館大学経営学部スポーツビジネス講義録（小島克典）
- プロ野球の一流たち（二宮清純）
- プロ野球の品格-ON時代からのメッセージ（菅谷斉）
- プロ野球ヒーロー伝説（スポーツグラフィックナンバー）
- プロ野球「無頼派」選手読本（別冊宝島編集部/編）
- プロ野球名句ドラマ（ニッポン放送ショウアップナイター/編）
- プロ野球名選手列伝-驚きの記録を残したツワモノたち（吉野秀）
- プロ野球 問題だらけの12球団（小関順二）
- プロ野球ユニフォーム物語（綱島理友・綿谷寛）
- プロ野球を殺すのはだれだ（豊田泰光）
- プロ野球を10倍楽しく見る方法（江本孟紀）
- 僕のトルネード戦記（野茂英雄）
- 僕の野球塾-考える力こそ最強の武器（工藤公康）
- 星野仙一闘将日記（星野仙一）
- 捕手論（織田淳太郎）
- ホームラン術（鷲田康）
- 「ホント(常識)のウソ」の野球論（小野平）
- 魔球の正体（手塚一志、姫野龍太郎）
- 真っ向勝負のスローカーブ（星野伸之）
- マネー・ボール（マイケル・ルイス）
- 未熟者（藤川球児）
- 「野球」県民性（手束仁）
- 野球場で、観客はなぜ「野球に連れてって」を歌うのか? 野球の七不思議を追う（佐山和夫）
- 野球人（落合博満）
- 野球神よ、大リーグ球場に集え（宇佐見陽）
- 野球の国（奥田英朗）
- 野球のパワーアップトレーニング練習法（立花龍司）
- 野球の見方が180度変わるセイバーメトリクス 世界最強軍団ボストン・レッドソックスも使っている新選手評価指標（データスタジアム/企画・編集）
- 野球力-ストップウォッチで判る「伸びる人材」（小関順二）
- 野球力再生 名将の「ベースボール」思考術（森祇晶）
- 「読売巨人軍」の大罪（海老沢泰久）
- 「弱くても勝てます」 開成高校野球部のセオリー（高橋秀実）
- 楽天が巨人に勝つ日-スポーツビジネス下克上（田崎健太）
- ラミ流 How to succeed and be positive（アレックス・ラミレス）
- 歴代プロ野球監督の査定ファイル（別冊宝島編集部/編）
- 和田の130キロ台はなぜ打ちにくいか（佐野真）

## 雑誌
- 週刊ベースボール
- プロ野球ai（月刊）
- ホームラン（不定期刊）
- ベースボールマガジン（季刊）
- 野球小僧（季刊）
- 月刊メジャー・リーグ